# No Excuses (H-Blockx)
No Excuses è il quinto album della band tedesca H-Blockx, pubblicato nel 2004.

## Tracce
1. Leave Me Alone! - 3:40
2. I Believe - 3:20
3. No Excuses - 4:20
4. Celebrate Youth - 3:08
5. Hollywood - 3:52
6. Push Me - 3:44
7. Kiss Me - 3:47
8. Intuition - 3:33
9. Nothing Left At All - 3:34
10. Where's The Message - 3:46
11. Come Along With You - 4:01
12. Anything (But Gone) - 3:17
13. Seeking The Sun - 3:27

## Formazione
- Henning Wehland - voce
- Dave Gappa - voce (nei brani "No Excuses" e "Seeking The Sun")
- Fabio Trentini - basso
- Tim Tenambergen - chitarra
- Steffen Wilmking - batteria

### Altri musicisti
- Achim Meyer - organo nel brano "Come Along With You".
- Jens Gössling - dj nel brano "Push Me"